# Enola Gay (canción)
«Enola Gay» es el cuarto sencillo de la banda británica de synth pop Orchestral Manoeuvres in the Dark (OMD), publicado el 26 de septiembre de 1980 por el sello subsidiario de Virgin Records, DinDisc Records, e incluido en su segundo álbum de estudio, Organisation.
«Enola Gay» es un tema antibelicista escrito por el cantante y bajista del grupo, Andy McCluskey. Fue el único disco sencillo publicado de su álbum. Se publicó en el Reino Unido en disco de vinilo de 7" y 12"; en los Estados Unidos solo en 12 pulgadas.
Alcanzó el número 8 en la lista británica de sencillos y llegó a la cima de las listas en varios países de Europa. Una versión temprana con arreglos ligeramente distintos aparece en el álbum recopilatorio del grupo Peel Sessions 1979–1983, publicado en 2000.

## Título

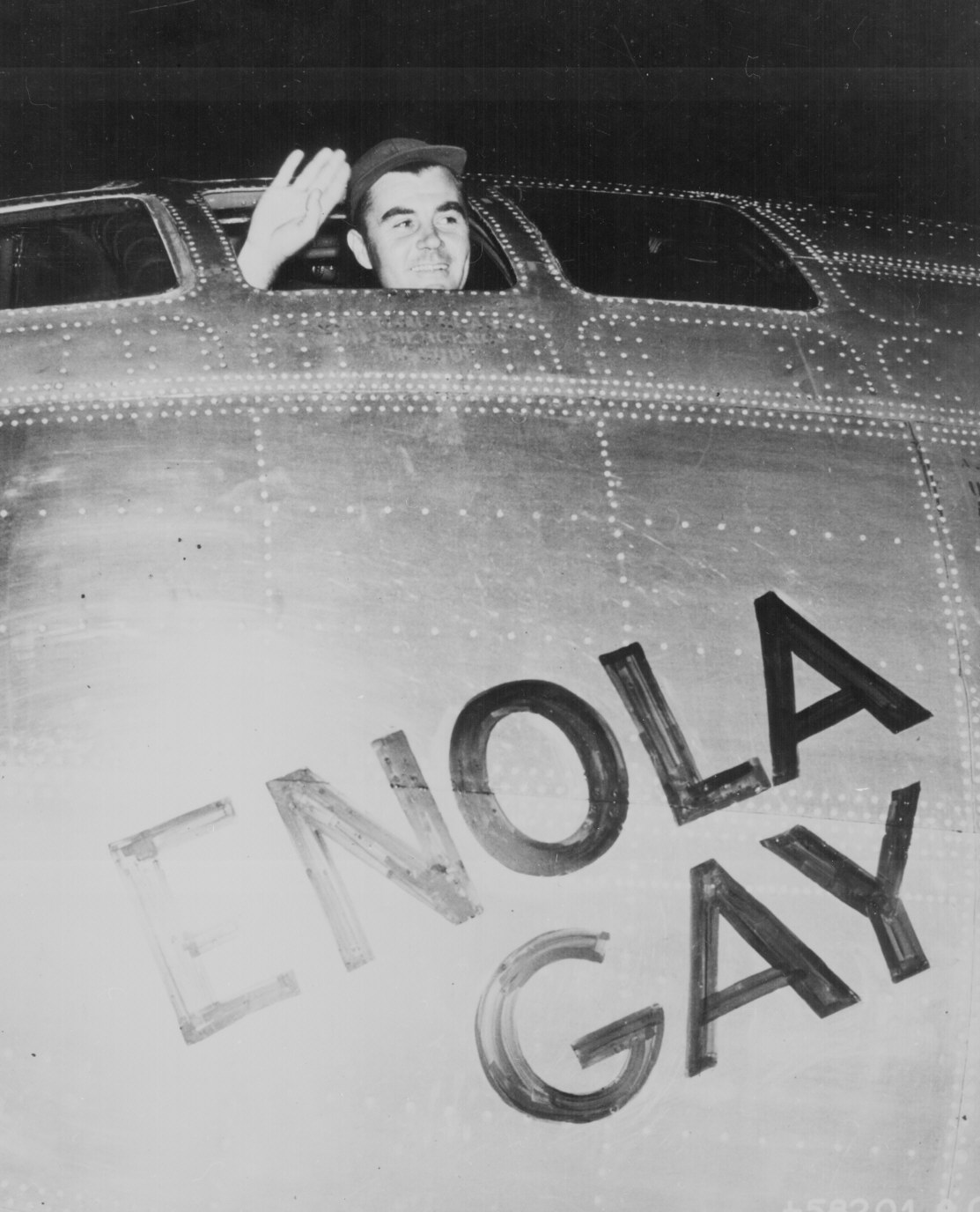
El coronel Paul Tibbets a bordo del «Enola Gay» antes de bombardear Hiroshima.

La canción recibió su nombre por el avión «Enola Gay», el bombardero Boeing B-29 Superfortress de las Fuerzas Aéreas del Ejército de los Estados Unidos que llevó la «Little Boy», la primera bomba atómica utilizada en un acto de guerra, lanzada sobre la ciudad japonesa de Hiroshima a las 8:15 de la mañana del 6 de agosto de 1945, matando a más de 100 000 personas. 
El nombre del bombardero fue elegido por el piloto y comandante de la nave, el coronel Paul Tibbets, quien lo bautizó con el nombre de su madre, Enola Gay Hazard Tibbets (10 de diciembre de 1893 - mayo de 1983).
A su vez, el nombre «Enola» proviene de la heroína de la novela Enola; or, Her fatal mistake.

## Letra
La letra de la canción refleja la decisión de utilizar la bomba y le pide al oyente que considere si las bombas son necesarias:

It shouldn't ever have to end this way
Nunca debería acabar de esta forma

La frase:

Is mother proud of «Little Boy» today?
¿Está la madre orgullosa del pequeño niño hoy?

es una alusión directa al apodo de la bomba de uranio y al hecho de que el piloto nombró al bombardero con el nombre de su madre.
La frase:

It's 8:15, and that's the time that it's always been
Son las 8:15, y es la hora que siempre ha sido

se refiere a la hora exacta en que la bomba detonó sobre Hiroshima.
Esta canción fue publicada durante una gran controversia en torno a una decisión de la primera ministra del Reino Unido de la época, Margaret Thatcher, de permitir que los Estados Unidos emplazasen misiles nucleares en dicho país europeo.

## Vídeo musical
El vídeo musical comienza mostrando un metraje de nubes atravesando el cielo. Después del acorde inicial, que muestra las manos del teclista tocando animadas (utilizando un rotoscopio digital), aparece una imagen transparente de Andy McCluskey cantando y tocando un bajo eléctrico. La carátula del disco es una fotografía tomada del vídeo.

## Lista de temas
Publicación original de 1980
| Lado A |             |          |  |
| N.º    | Título      | Duración |  |
| 1.     | «Enola Gay» | 3:33     |  |

| Lado B |         |          |  |
| N.º    | Título  | Duración |  |
| 1.     | «Annex» | 4:33     |  |

De forma inusual, el sencillo en 12 pulgadas no presentó material adicional ni mezclas alternativas, solamente las mismas pistas que en el formato de 7 pulgadas.
Versión 2003 en 12 pulgadas
| Lado A |                                      |          |  |
| N.º    | Título                               | Duración |  |
| 1.     | «Enola Gay» (Dancefloor Killa Remix) | 9:02     |  |

| Lado B |                          |          |  |
| N.º    | Título                   | Duración |  |
| 1.     | «Enola Gay» (Dub Remix)  | 6:57     |  |
| 2.     | «Enola Gay» (Radio Edit) | 3:05     |  |

## Posición en listas
| Lista (1980/1981)                               | Máxima posición | Certificaciones (Umbrales de ventas) |
| ----------------------------------------------- | --------------- | ------------------------------------ |
| Reino Unido (UK Singles Chart)                  | 8               | BPI: Plata                           |
| Portugal Lista de sencillos portuguesa          | 1               |                                      |
| Francia (SNEP)                                  | 1               |                                      |
| Italia (FIMI)                                   | 1               |                                      |
| España Lista de Superventas                     | 2               |                                      |
| Suiza (Schweizer Hitparade)                     | 2               |                                      |
| Irlanda (Irish Singles Chart)                   | 14              |                                      |
| Nueva Zelanda (Recorded Music NZ)               | 31              |                                      |
| Estados Unidos Hot Dance Club Songs (Billboard) | 34              |                                      |
| Australia (Kent Music Report)                   | 47              |                                      |

## Versiones y remezclas
En la película británica Urgh! A Music War (1981) aparece una interpretación en directo grabada en el «Portsmouth Guildhall» en Portsmouth, Inglaterra, el 19 de septiembre de 1980.
En 1998 David Guetta y Joachim Garraud, junto a Sash!, crearon remezclas de la canción para el segundo álbum recopilatorio de OMD, The Singles. Sin embargo, este segundo álbum no se llegó a editar y finalmente solo la versión de Sash! apareció en el EP de OMD The Remixes. En 2003 se lanzó una versión de doble disco solamente en Francia, que incluía también las versiones remezcladas por Guetta y Garraud. Las remezclas de Guetta y Garraud fueron publicadas en una versión limitada de 12 pulgadas para promocionar el álbum recopilatorio.
La banda de punk rock serbia KBO! grabó una versión en su álbum de 2001 (Ne) Menjajte Stanicu.
También en 2001, la banda de indie synth pop The Faint versionó la canción en Messages: Modern Synthpop Artists Cover Orchestral Manoeuvres in the Dark.
El artista sueco Sommarkillen hizo una versión de la canción en 2007 llamada Sommartjej con letra en sueco. 
El trío danés de electropop, Oliver North Boy Choir (antiguamente llamado Pierre) también la grabó en 2007.
En junio de 2007, el cantante español José Galisteo lanzó una versión para su álbum debut, Remember.
El grupo techno alemán Scooter también versionó la canción en su álbum de 2007 Jumping All Over the World.
También hubo una versión dance en 2007 (con múltiples remezclas) grabada por la banda francesa Digital Air. 
The Hillbilly Moon Explosion incluyó una versión de la canción en su álbum de 2011 Buy Beg or Steal.